# 剛果孔雀
剛果孔雀（學名：Afropavo congensis），又名非洲孔雀，是生活在非洲的一種雉鳥，與孔雀屬有姊妹群的親緣關係。其种加词“congensis”意为“刚果的”。

## 兩性性徵
剛果孔雀也有兩性性徵祇是沒有孔雀般明顯：
雄鳥：全身羽毛為黑色而在頸部有深藍色羽毛，近頭部位置有較大的紅點。
雌鳥：背部為綠色羽毛而其餘部份為褐色羽毛。

## 棲息地
棲息於西非剛果民主共和國境內海拔1200米以下的熱帶森林。

## 生活習性
以棲息地的植物種子、果實、葉片和根莖以及蜥蜴、蛙類、老鼠、蛇類和昆蟲為食，由一隻雄鳥和一隻雌鳥組成一個家庭，沒有固定的繁殖季節而一般會在多雨的日子，雄鳥會在林地用枯草和枯葉造鳥巢讓雌鳥生蛋，雌鳥每次會生3至4個褐色的鳥蛋，孵化期大約26至28日，期間由雄鳥守護。

## 發現
1934年美國動物學博士詹姆斯．蔡平在當地土人住處找到兩條羽毛，在翌年（1935年）找到7隻活鳥，1936年正式命名。

## 現在景況
由於剛果孔雀奉行一夫一妻制，族群繁殖率較低，加上剛果連年內戰和環境受到大為破壞，世界自然基金會把牠們列為「易危」級別，估計在野外有大約2500隻而人工飼養大約150隻